# Heksametr polski
Heksametr polski – wzorowana na heksametrze daktylicznym sylabotoniczna akcentuacyjna miara wierszowa stosowana w poezji pisanej w języku polskim. Jego nazwa, podobnie jak nazwa pierwowzoru, sugeruje, że w wersie występuje w sumie sześć stóp: daktyli i trochejów w różnych proporcjach, przy czym każdy wers kończy tzw. spadek adoniczny, czyli daktyl i trochej.
Heksametr polski ukształtował się na przełomie XVIII i XIX wieku jako sposób na przeniesienie do polskiej poezji starożytnych wzorców eposu, poezji dydaktycznej, bukolicznej czy religijnej, w której stosowany był oryginalny heksametr daktyliczny. Z tego względu na polskim gruncie od początku jego stosowanie miało funkcję stylizacji na poezję Antyku, czy – szerzej – starożytności. Przykładowo dla Mickiewicza było to metrum litewskiego barda, który niczym Homer opowiada dawne dzieje Litwy. Próby przeniesienia tej formy poetyckiej na grunt polski wiązały się ściśle z próbami nowego przełożenia na język polski klasycznych dzieł poezji antycznej, a także nawiązującej do niej poezji współczesnej w innych językach, w których heksametr możliwy był do zastosowania, lub w których znaleziono wcześniej jakiś jego zamiennik.
Jako że w języku polskim zanikł iloczas, w praktyce niemożliwe jest stosowanie w polskiej poezji klasycznych stóp wierszowych opartych na długich i krótkich samogłoskach. Z tego względu Józef Franciszek Królikowski i Józef Elsner zaproponowali, by zastąpić je układem sylab akcentowanych i nieakcentowanych, podobnie jak to miało miejsce we współczesnej im poezji niemieckiej i włoskiej. Inspiracją mógł być niemiecki tłumacz Homera Johann Heinrich Voß, który dostosował antyczny heksametr do wymogów niemczyzny. Alternatywnym rozwiązaniem było doszukiwanie się w polszczyźnie śladów sylab długich i krótkich, lub też znalezienie jakiegoś ich odpowiednika, co jednak uznane zostało za sprzeczne z duchem języka polskiego i jego akcentem.
Jako pierwszy w poezji polskiej zastosował go Adam Mickiewicz w Powieści Wajdeloty, jednej z części powieści poetyckiej Konrad Wallenrod. Ustalony przez niego wzorzec przyjęli inni twórcy, m.in. tłumacze Homera (Paweł Popiel, Antoni Bronikowski i Stanisław Mleczko, a w okresie powojennym także Kazimiera Jeżewska), Horacego (Marceli Motty) i Tyrtajosa (Włodzimierz Appel). Po nich metrum to stosowali także m.in. Władysław Syrokomla w nieukończonym poemacie Sejm lubelski oraz Cyprian Kamil Norwid w wierszu Bema pamięci żałobny-rapsod. Poniżej zaprezentowano pierwszych dziesięć wersów tego ostatniego wiersza (w wydaniu Tadeusza Piniego z 1934) wraz z transkrypcją na uproszczony system zapisu sylab, w którym znak – oznacza sylabę akcentowaną, znak ◡ sylabę nieakcentowaną, a znak plusa średniówkę, u Norwida konsekwentnie wypadającą po siódmej sylabie:
Tekst utworu
Czemu, cieniu, odjeżdżasz, ręce złamawszy na pancerz,

Przy pochodniach, co skrami grają około twych kolan?

Miecz wawrzynem zielony, gromnic płakaniem dziś polan,

Rwie się sokół i koń twój podrywa stopę, jak tancerz.

Wieją, wieją proporce i zawiewają na siebie,

Jak namioty ruchome wojsk, koczujących po niebie.

Trąby długie we łkaniu aż się zanoszą i znaki

Pokłaniają się zgóry opuszczonemi skrzydłami,

Jak włóczniami przebite smoki, jaszczury i ptaki,

Jako wiele pomysłów, któreś dościgał włóczniami...
Zapis akcentów
— ◡ — ◡ ◡ — ◡ ＋ — ◡ ◡ — ◡ ◡ — ◡

— ◡ — ◡ ◡ — ◡ ＋ — ◡ ◡ — ◡ ◡ — ◡

— ◡ — ◡ ◡ — ◡ ＋ — ◡ ◡ — ◡ ◡ — ◡

— ◡ — ◡ ◡ — ◡ ＋ ◡ — ◡ — ◡ ◡ — ◡

— ◡ — ◡ ◡ — ◡ ＋ ◡ — ◡ — ◡ ◡ — ◡

◡ ◡ — ◡ ◡ — ◡ ＋ — ◡ ◡ — ◡ ◡ — ◡

— ◡ — ◡ ◡ — ◡ ＋ — ◡ ◡ — ◡ ◡ — ◡

◡ ◡ — ◡ ◡ — ◡ ＋ — ◡ ◡ — ◡ ◡ — ◡

— ◡ — ◡ ◡ — ◡ ＋ — ◡ ◡ — ◡ ◡ — ◡

— ◡ — ◡ ◡ — ◡ ＋ — ◡ ◡ — ◡ ◡ — ◡
Ze wzorcem mickiewiczowskim nie zgadzała się już za jego życia i wkrótce po jego śmierci część badaczy łaciny i tłumaczy, którzy zwracali uwagę na średniówkę dzielącą wers na dwie trójstopowe części, którego to rozwiązania poeci doby antyku nie stosowali, takie rozwiązanie miało także zbytnio zaburzać rytm całego wiersza. Z tego względu część poetów eksperymentowała z wzorcem heksametru, tworząc odległe od mickiewiczowskiego wzorce, m.in. Augustyn Szmurło przetłumaczył całą Iliadę za pomocą samych tylko daktyli (i pojedynczego trocheju zamykającego każdy wers). Przekład ten został jednak uznany za mało udany.
Co do zasady, akcent wyrazowy pada na co trzecią (daktyl) lub co drugą (trochej) sylabę wiersza, co imituje odpowiednio stopę daktyliczną i spondeiczną heksametru daktylicznego, przy czym pierwszy akcent musi paść na pierwszą sylabę wersu. Innymi słowy, akcenty muszą paść tam, gdzie w heksametrze klasycznym znajdują się arsy stóp.
Przykład: skąd Litwini wracali? Z nocnej wracali wycieczki.
Heksametr w połączeniu z pentametrem występuje też w polskiej interpretacji dystychu elegijnego. Antoni Lange użył tej kombinacji w wierszu Cyfra i słowo:
Dwiema płynie drogami duch niezwalczony człowieczy
W nieskończoności świat, w otchłań tajemnic i prawd;
Dwojgiem okien pogląda w treść niewiadomą wszechrzeczy;
Z nici uplata dwóch – myśli i uczuć swych haft.
Heksametr polski jest stosowany – choć nie zawsze – w przekładach z literatury starożytnej, jak również w tłumaczeniu utworów stylizowanych na antyczne. Dlatego występuje w translacjach z Johanna Wolfganga Goethego, Friedricha Schillera i Erika Johana Stagneliusa. Jednak jako że klasyczny piętnastozgłoskowiec jest w polszczyźnie trudny do osiągnięcia, w wielu wypadkach dzieła klasyczne są tłumaczone na rozmiar trzynastozgłoskowy.